# إدوارد كيلي (لاعب كرة قدم أمريكية)
إدوارد كيلي (بالإنجليزية: Edward Kelley)‏ هو لاعب كرة قدم أمريكية أمريكي، ولد في 8 يونيو 1933 في غونزاليس في الولايات المتحدة.

## وصلات خارجية
- إدوارد كيلي على موقع مرجع كرة القدم المحترفة.كوم (الإنجليزية)